# Porgy and Bess (film)
Porgy and Bess is een Amerikaanse muziekfilm uit 1959 onder regie van Otto Preminger. De film is gebaseerd op de gelijknamige opera uit 1935 van de Amerikaanse componist George Gershwin. De film is opgenomen met het 'Todd AO'-systeem, waarbij op een extreem breed scherm wordt geprojecteerd. De muzikale leiding was in handen van André Previn.
In 1972 werd vertoning van de film verboden door de erven van Gershwin, omdat de film meer op een musical dan op een opera leek. Daardoor is de film thans moeilijk te vinden.

## Verhaal
De geschiedenis speelt zich af op het voormalige aristocratische landgoed Catfish Row in Charleston, South Carolina, omstreeks 1920. De kreupele Porgy, die zich verplaatst met behulp van een door een geit getrokken karretje, wordt geplaagd omdat hij verliefd zou zijn op Bess, die het met de sterke havenarbeider Crown houdt. Een dobbelpartij eindigt in een gevecht waarbij Crown Robbins dood slaat. Crown vlucht.
Sportin' Life, die in verdovende middelen handelt, tracht Bess over te halen met hem naar New York te gaan, maar ze trekt bij Porgy in. Na een picknick op het onbewoonde eiland Kittiwah Island, waaraan vrijwel alle bewoners van Catfish Row behalve Porgy deelnemen, komt Crown, die zich daar schuil hield, tevoorschijn en dwingt Bess bij hem te blijven.
Na enkele dagen komt Bess ziek terug. Ze zegt Porgy dat, hoewel ze Crown had beloofd terug te komen, ze liever bij hem blijft. Wanneer Crown Bess komt halen wordt hij door Porgy vermoord. Sportin' Life maakt Bess wijs dat Porgy levenslang zal krijgen en weet haar over te halen mee te gaan naar New York. 
Als Porgy uit de gevangenis komt en verneemt dat Bess naar New York is gegaan, klimt hij in zijn karretje en gaat op weg om haar terug te vinden.

## Rolverdeling
| Acteur            | Personage     |
| ----------------- | ------------- |
| Sidney Poitier    | Porgy         |
| Dorothy Dandridge | Bess          |
| Sammy Davis jr.   | Sportin' Life |
| Pearl Bailey      | Maria         |
| Brock Peters      | Crown         |
| Diahann Carroll   | Clara         |

## Productie

### Voorgeschiedenis
Sinds 1937 kregen de erven Gershwin en Heyward talloze verzoeken om de opera te mogen verfilmen. Zo werd een verzoek van Columbia om de opera te verfilmen met Al Jolson als Porgy, Rita Hayworth als Bess en Fred Astaire als Sportin’ Life door Ira Gershwin afgewezen. In 1957 kreeg Samuel Goldwyn de filmrechten voor een bedrag van 650.000 dollar door een deal aan te gaan met regisseur Robert Breen die in 1953 een optie voor vijf jaar had weten te bemachtigen op de filmrechten. De deal was dat Breen de film zou gaan regisseren, maar Goldwyn koos voor Rouben Mamoulian, de man die ook het toneelstuk Porgy en de opera geregisseerd had. Goldwyn huurde verder Richard Nash in als scenario schrijver, Oliver Smith als decorontwerper, Leon Shamroy als cinematograaf (hij moest zorgen voor een Todd-AO widescreen projectie), Hermes Pan voor de choreografie, voor het geluid Fred Hynes en Gordon Sawyer en voor de algehele muzikale leiding André Previn.
Goldwyn promootte de film als ‘opera’, maar de film, die net iets minder duurde dan tweeënhalf uur, was met songs, dansen en gesproken tekst meer een verfilmde musical conform het Hollywood concept dan een (verfilmde) opera. De opera werd helemaal aangepast. In de vechtscène tussen Crown en Robbins werd de originele muziek van Gershwin niet gebruikt. Men vond dat niet passen in een filmmusical.

### Casting en playbacks
Hoe de zwarte gemeenschap in Amerika zou reageren op een dergelijke film in een tijd waarin de discussie omtrent burgerrechten een hoogtepunt bereikte, was ook nog maar zeer de vraag. De NAACP, de oudste burgerrechtenbeweging in de Verenigde Staten, had het script goed gekeurd, maar een groep die zichzelf 'Council for the Improvement of Negro Theater Arts' noemde, spoorde de zwarte acteurs en actrices aan de film te boycotten. In een pagina grote advertentie in de Hollywood Reporter beweerden ze dat de Heywards de "negers neerzetten als coke snuivende hulpjes van de witten die alleen maar zuipen, vrijen, dobbelen en met messen spelen". Deze negatieve sfeer rondom de productie zorgde ervoor dat sommige zwarte sterren geen trek meer hadden in de rol. Harry Belafonte sloeg de rol van Porgy af en Sidney Poitier, die de opera een belediging vond voor zwarte mensen, moest de rol aanvaardden door een toezegging van zijn castingbureau. Sterren zoals Dorothy Dandridge (Bess), Diahann Carroll (Clara) en Pearl Bailey (Maria) waren zeer terughoudend. Dandridge kreeg van het begin af aan dreigbrieven. Carroll vond net als Poitier het verhaal beledigend en weigerde het dialect in het script te spreken. De sterren die al eerder in Porgy hadden gespeeld zoals Brock Peters (Crown), Earl Jackson (Mingo), Leslie Scott (Jake) en Helen Thigpen (Aardbeien vrouwtje) hadden minder problemen met de film. Zij zingen echt in de film, net als Sammy Davis jr. en Pearl Bailey. De overige sterren, inclusief Dandridge en Poitier zingen niet in de film, zij werden geplaybackt door professionele zangers en zangeressen. Zo wordt Diahann Carroll, de zwarte actrice die in de openingsscène Clara speelt, geplaybackt door (de witte) Loulie Jean Norman die de aria “Summertime” zingt. Van de liederen werd een langspeelplaat gemaakt door Columbia Records met Cab Calloway als Sportin’ Life omdat Sammy Davis jr. een contract had bij Decca. Op de lp (1974) worden de namen van de zangers(essen) die playbacken niet of nauwelijks vermeld. Op de cd versie uit 1989 wordt geen enkele naam vermeld.

### Opnames en première
Op 2 juli 1958 werd Mamoulian, die een meer realistische versie van de film wilde, door Goldwyn ontslagen. Goldwyn huurde daarop Otto Preminger, die al met verschillende hoofdrolspelers eerder had samengewerkt, voor de regie in. De opnames, op een locatie in de buurt van Stockton en op de set van MGM duurden van 15 september tot 18 december 1958. De  kosten waren 6,5 miljoen dollar. De première was in het Warner Theater in New York op 24 juni 1959. De namen van de zangers(essen) die playbackten werden niet vermeld. De film won een Oscar voor de muziek (Previn) en nominaties voor de cinematografie, kostuums en geluid. In de bioscopen deed de film het niet goed. Goldwyn schrapte de distributie in het zuiden nadat de film een verzamelpunt werd voor de desegregatie van filmhuizen in de regio.
In 1972 verliepen de rechten van Goldwyn en verboden Ira Gershwin en zijn vrouw Leonore verdere vertoning en verspreiding van de film. Elke print die men vindt, wordt direct vernietigd. Wel bestaan nog steeds bootlegs van de film. De film is in 2011 door het Library of Congress als ‘cultureel erfgoed’ verklaard.